# Bucaramanga FSC
El Bucaramanga Fútbol Sala Club fue un equipo colombiano de microfutbol de la ciudad de Bucaramanga. Fundado en 2009 con el objetivo de jugar el naciente torneo profesional de fútbol de salon de Colombia llamado Copa Postobon de Microfútbol (reglamentado con normas AMF), convirtiéndose en el primer equipo en alcanzar el título derrotando en la primera final al equipo Cuervos de Manizales. En el año 2014, quedando campeones, el equipo bumangues es disuelto debido a que el presidente y dueño del equipo; Henry Vargas, pasó a ser el nuevo mánager deportivo del equipo de futsal Real Bucaramanga, que participa de la Liga Argos de fútbol sala (reglamentado con normas FIFA).

## Historia

### Primer torneo y Título
El Bucaramanga FSC fue creado con el ánimo de representar a la ciudad de Bucaramanga en la naciente Copa Postobon de Microfútbol, junto con otros 15 equipos el equipo fue ubicado en la Zona A donde enfrentó a los equipos de Heroicos F.S.C de Cartagena de Indias, Club Tiburones de Barranquilla y al Cúcuta Futsal Club de Cúcuta y clasificó a la siguiente fase como primero de la Zona A donde solo perdió un partido frente al equipo de Cartagena consiguiendo 22 puntos de 24 posibles 86 goles a favor y 55 en contra, en cuartos de final enfrentó a Saeta FSC de Bogotá al que venció 2-4 de visitante y 7-2 de local, en semifinales enfrenta al equipo Agurdiente Blanco del Valle de Buga al que se derrotó de visitante 4-7 y de local 13-4. En la final el Bucaramanga derrotó en Manizales a Cuervos 8-10 y de local 6-3 para coronarse como el primer campeón de la historia del primer torneo profesional de microfútbol realizado en Colombia.

### 2010
En el 2010 tras la dirección de Engelbert Vergel, se consiguió llegar a la final pero perdió ante Bello Innovar, quien lo venció categoricamente teniendo como figura excluyente a Jorge Cuervo.

### 2011
Fue un año muy regular para el Bucaramanga FSC comparándolo con las anteriores temporadas donde quedó eliminado en los cuadrangulares finales terminando de terceros. Al término de la temporada Vergel dejó la dirección técnica del equipo.

### El Bicentenariazo de 2012
Para este año fue contratado como Director Técnico un histórico jugador de la Selección Colombia, que venía de ganar dos campeonatos consecutivos en el 2010 y 2011 con Bello Innovar: Viviano Mena. Formó un equipo compacto y sólido en sus líneas llegando ser considerado el mejor equipo del certamen y candidato al título, evidenciado en los resultados y su accionar en el terreno de juego. Sin embargo solo pudo llegar a semifinales ante Polideportivo P&Z de Bogotá, a la postre campeón del torneo, y con ello desaprovechó la oportunidad de llegar a la tercera final de su historia.
En el juego de ida disputado en Bogotá igualó 4-4, después de estar arriba en el marcador 4-1, y en el de vuelta cayó 3-2 en un partido en el que a base de ganas, planteamiento táctico y un autogol de uno de los jugadores insignia del Bucaramangas FSC; Jorge Cuervo, los capitalinos dieron la sorpresa en el Coliseo Bicentenario Alejandro Galvis Ramírez, triunfo que llegó a denominarse por los medios locales como el "Bicentenariazo", haciendo alusión al famoso Maracanazo en Brasil, debido a que en este escenario el conjunto bumangues no había perdido ninguna disputa (nueve triunfos y un empate). Pero no solo en casa demostraron su superioridad, de visitantes ganaron nueve duelos, igualaron uno y perdieron otro.
Incluso, frente a P&Z solo cayeron en un cotejo de cuatro, el más importante, en los demás fueron dos victorias santandereanas y un empate.
De esta manera, finalizó una temporada casi perfecta del Bucaramanga FSC que, en el momento más álgido del certamen, no supo ratificar su condición de favorito.

### 2013
Para el año 2013 se mantiene Viviano Mena como Director Técnico del equipo y se traen refuerzos destacándose el del brasileño Thiago Negri, quien jugaba en el equipo Barrancabermeja CF el año anterior. Llegaron hasta la ronda de semifinales cayendo justamente con el equipo Barrancabermeja CF que se coronaría campeón ese año: el juego de ida en Bucaramanga quedó igualado a 2 goles y en la visita a Barrancabermeja cayo de manera abultada 7 goles a 2.

### 2014
El equipo se disuelve por orden del dueño y presidente del mismo, Henry 'Tocineta' Vargas, quien pasa a ser el representante deportivo del equipo Real Bucaramanga, que participa en la Liga Argos de fútbol sala, organizada por la Federación Colombiana de Fútbol.

## Uniforme
- 1ªequipación: Camiseta Amarilla con franjas Verdes; Pantalón Verde con franjas verticales Amarillas a los lados; Medias Amarillas.
- 2ªequipación: Camiseta Blanca con franjas Azules y amarillas; Pantalón Azul; Medias Azules.

## Datos del Club
- Temporadas en Copa Postobon de Microfútbol: 5
- Mejor puesto en la Copa: 1º (en 2009)

## Palmarés

### Torneos nacionales
- Copa Profesional de Microfútbol: 2009
- Subcampeón Copa Profesional de Microfútbol: 2010